# Chromis circumaurea
 Chromis circumaurea és una espècie de peix de la família dels pomacèntrids i de l'ordre dels perciformes.

## Morfologia
Els mascles poden assolir els 10,2 cm de longitud total.

## Distribució geogràfica
Es troba a les Illes Carolines i, probablement també, a les Illes Marshall i les Illes Mariannes.